# Graptoliter
Graptoliter (Graptolithina) tillhör en utdöd klass inom svalgsträngsdjuren (Hemichordata) De uppträdde först under kambrium och dog ut under karbon.

## Biologi och utveckling
Graptoliterna var marina djur. De hade ofta ett planktoniskt levnadssätt alternativt förekom i fastsittande kolonier. Graptoliter finns först och främst bevarade i svarta skiffrar som är avlagrade utanför kontinentalsockeln.
Djuren trädde fram först under den mellersta delen av kambrium, och de förekom ända till den äldre delen av karbon (från cirka 535 till 350 miljoner år sedan). Deras snabba evolutionära utveckling och artbildning, samt deras globala spridning, har gjort dem till ett av de mest betydelsefulla zonfossilen inom biostratigrafin under framför allt ordovicium och silur.
Graptoliternas mjukdelar (som inte bevarats i fossil) är dåligt kända, men deras koloniskelett av fiberproteiner är ofta väl bevarade. Skeletten varierar i storlek från någon enstaka centimeter (oftast) upp till över 50 centimeter. Formatet på de enskilda boningsrören avslöjar att de enskilda individerna var i storlek om ett antal millimeter. Skeletten syns tydligt som streck på plana ytor på skiffer, streck som även gett upphov till djurens namn (se nedan).

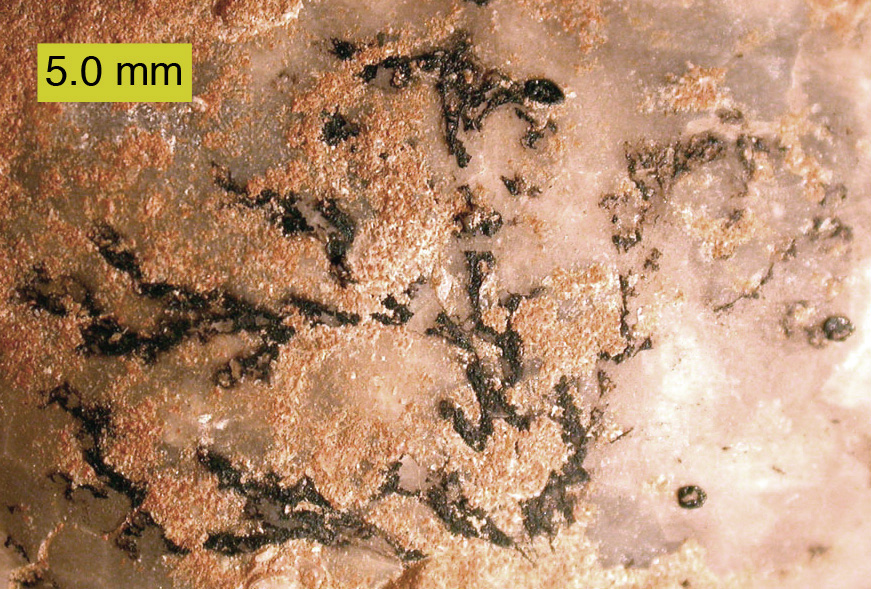
Thallograptus sphaericola.

## Systematik
Det finns minst/cirka sex olika ordningar av graptoliter, där de två mest betydelsefulla är den äldre Dendroidea och den nyare Graptoloidea. Andra ordningar är Tuboidea, Camaroidea, Crustoidea och Stolonoidea.
Dendroidea, som omfattar de äldsta kända graptoliterna, utgörs av primitiva men rikt förgrenade former som ursprungligen levde fastvuxna i underlaget. Ur denna ordning utvecklades den mångformiga Graptoloidea, vars individer bestod av pelagiska (kringdrivande) djur. Denna senare ordning genomgick en snabb evolution, och detta i kombination med det kringdrivande framträdandet har inneburit att de är mycket betydelsefulla som ledfossil; de nyttjas därför för åldersbestämningar av olika lagerföljder från ordovicium och silur (för cirka 510–409 miljoner år sedan). I Sverige finns fossilrika graptolitskiffrar, vilket bland annat medfört att svenska forskare gjort pionjärinsatser inom framväxten av graptolitstrafigrafin.
Koloniskelettens likheter med dem hos de nutida fjädermaskarna (Pterobranchia) har gjort att de båda djurklasserna numera räknas till samma djurstam – svalgsträngsdjuren.

## Etymologi
Ordet graptoliter kommer av grekiskans graptos ('skriven', 'bemålad med tecken') och lithos ('sten').